# Sarah Walker (mezzo-soprano)
Pour les articles homonymes, voir Walker et Sarah Walker.
Sarah Walker (née le 11 mars 1943 à Cheltenham, Gloucestershire) est une mezzo-soprano britannique. Elle est professeur de chant à la Guildhall School of Music and Drama à Londres.